# 蓝果树科
藍果樹科（学名：Nyssaceae），又稱喜樹科，包括珙桐屬和喜樹屬等屬。